# Semiothisa trexleri
Semiothisa trexleri là một loài bướm đêm trong họ Geometridae.